# Leptostylopsis latus
Leptostylopsis latus es una especie de escarabajo longicornio del género Leptostylopsis, tribu Acanthocinini, familia Cerambycidae. Fue descrita científicamente por Chemsak & Feller en 1988.

## Distribución
Se distribuye por Belice.

## Descripción
La especie mide 13 milímetros de longitud. El período de vuelo ocurre en el mes de mayo.